# Danuta Magierska
Danuta Zofia Magierska, ps. Aniela, Weronika (ur. 15 maja 1910 w Żołudku, zm. 18 kwietnia 1984 w Lublinie) – polska harcerka, instruktorka, komendantka Lubelskiej Chorągwi Harcerek, działaczka Szarych Szeregów i AK.

## Życiorys
Danuta Magierska, z domu Jankowska, urodziła się w rodzinie lekarskiej, jako córka Pawła Jankowskiego i Marii Goreywy-Jankowskiej. Od 1911 rodzina Jankowskich zamieszkała w Lublinie, gdzie ojciec został ordynatorem szpitala dziecięcego. W rodzinie żywe były tradycje niepodległościowe, a w mieszkaniu przy ul. Namiestnikowskiej (obecnie ul. Narutowicza) dwukrotnie gościł w 1916 r. Józef Piłsudski.
Danuta Magierska uczęszczała do Prywatnego Gimnazjum Wacławy Arciszowej w Lublinie, a następnie do Państwowego Gimnazjum Żeńskiego im. Unii Lubelskiej. Studiowała polonistkę na Katolickim Uniwersytecie Lubelskim. Podczas studiów działała w Związku Polskiej Młodzieży Demokratycznej.
Od 1921 działała w ZHP, a w latach 1935–1936 pełniła funkcję komendantki Lubelskiej Chorągwi Harcerek. W latach 1938–1939 była członkiem Zarządu Okręgu Lubelskiego ZHP. Po wybuchu wojny zeszła do podziemia. Działała w Szarych Szeregach. Została też zastępczynią referentki Wojskowej Służby Kobiet Okręgu Lubelskiego AK. W konspiracji wprowadzała harcerki do instytucji opiekuńczych (np. ochronki Rady Głównej Opiekuńczej). W jej mieszkaniu odbywały się spotkania konspiracyjne, ukrywali się zbiegli więźniowie.
Po zmianach organizacyjnych w ZHP, Magierska odeszła z harcerstwa. Pracowała w szkole, jako bibliotekarka. 10 lipca 1952 została aresztowana przez UB pod zarzutem inspirowania kontrrewolucyjnej działalności w byłym środowisku harcerskim, skazana przez Wojskowy Sąd Rejonowy na 10 lat więzienia i osadzona w Chełmie. Po interwencji u Bolesława Bieruta działaczki socjalistycznej Wandy Papiewskiej, została zwolniona w 1954 r. W 1956 została uniewinniona i zrehabilitowana, po czym wróciła do pracy w IV LO w Lublinie. Ponownie zaangażowała się również w działalność w ZHP redagując wydawany przez Lubelską Chorągiew „Biuletyn Grodu Kozła”.
Jest współautorką książki Harcerki 1939–1945, która powstała na podstawie materiałów zbieranych przez Magierską, dokumentujących postawę harcerek więzionych przez Gestapo i przetrzymywanych w obozach koncentracyjnych. Na podstawie tych materiałów ukazała się również książka Lubelska Chorągiew Harcerek 1939–1944 wydana w 2007 r. i dedykowana pamięci Druhny Danusi.
Danuta Magierska została pochowana na cmentarzu przy ul. Lipowej w Lublinie.

## Życie prywatne
Rodzice Danuty byli czynnymi działaczami społecznymi. W 1907 r. zostali aresztowani pod zarzutem działalności w Organizacji Bojowej PPS i udziału w próbie zamachu na warszawskiego generał-gubernatora Skałona. Udało im się uniknąć zsyłki, musieli jednak opuścić Warszawę. Jan Jankowski należał do Towarzystwa Szerzenia Oświaty „Światło”, komitetu redakcyjnego „Kuriera Lubelskiego”, a w 1917 roku został członkiem Tymczasowej Rady Stanu. Matka, Maria Jankowska, angażowała się w pomoc sierotom. Prowadziła dziecięcy „Klub Uliczników” i starała się o stworzenie domu dziecka w dzielnicy Dziesiąta w Lublinie.
Brat Danuty, Bartosz Jankowski, również harcerz, zginął pod Żytomierzem podczas wojny polsko-bolszewickiej 1920 r. Pośmiertnie odznaczony został orderem Virtuti Militari.
W 1932 r. Danuta poślubiła Stanisława Magierskiego. W 1936 r. urodził się im syn Jan, a w 1939 r. córka Marta.

## Nagrody i Odznaczenia
- Krzyż Kawalerski Orderu Odrodzenia Polski (1982)
- Srebrny Krzyż Zasługi z Mieczami
- Krzyż Armii Krajowej (1982)
- Medal Wojska (1948)
- Medal Komisji Edukacji Narodowej (1979)
- Nagroda Ministra Oświaty